# Bolade Ajomale
Mobolade Abimbola Ajomale, född den 31 augusti 1995 i London, är en kanadensisk friidrottare som tävlar i kortdistanslöpning.
Han tog OS-brons på 4 x 100 meter stafett i samband med de olympiska friidrottstävlingarna 2016 i Rio de Janeiro..